# Одзи-Камия (станция)
Станция Одзи-Камия (яп. 王子神谷駅 о:дзи камия эки) — железнодорожная станция на линии Намбоку, расположенная в специальном районе Кита в Токио. Станция обозначена номером N-17. На станции установлены платформенные раздвижные двери.

## Планировка станции
Две платформы бокового типа и 2 пути.
| 1 | ○ Линия Намбоку | Акабанэ-Ивабути, Урава-Мисоно                                       |
| 2 | ○ Линия Намбоку | Комагомэ, Нагататё, Сироканэ-Таканава, Мэгуро, (Линия Мэгуро) Хиёси |

## Близлежащие станции
| «    |  | Линия         |  | »    |
| ---- |  | ------------- |  | ---- |
| Одзи |  | Линия Намбоку |  | Симо |